# 玛丽娜·阿拉沃
玛丽娜·阿拉沃（西班牙語：Marina Alabau，1985年8月31日—），西班牙女子帆船运动员。她曾代表西班牙参加2008年、2012年和2016年夏季奥林匹克运动会帆船比赛，其中2012年奥运会获得一枚金牌。